# Kanton Albi-4
Der Kanton Albi-4 ist seit 2015 ein französischer Wahlkreis für die Wahl des Départementrats im Arrondissement Albi im Département Tarn in der Region Okzitanien; sein Bureau centralisateur befindet sich in Albi.

## Gemeinden
Der Kanton besteht aus drei Gemeinden und Gemeindeteilen mit insgesamt 18.878 Einwohnern (Stand: 1. Januar 2022) auf einer Gesamtfläche von 45,45 km²:
| Gemeinde            | Einwohner 1. Januar 2022 | Fläche km² | Dichte Einw./km² | Code INSEE | Postleitzahl |
| ------------------- | ------------------------ | ---------- | ---------------- | ---------- | ------------ |
| Albi                | 13.001                   | 8,39       | 1.550            | 81004      | 81000        |
| Le Garric           | 1.292                    | 22,88      | 56               | 81101      | 81450        |
| Lescure-d’Albigeois | 4.585                    | 14,18      | 323              | 81144      | 81380        |
| Kanton Albi-4       | 18.878                   | 45,45      | 415              | 8104       | –            |

1. ↑   Nur der nördliche Teil der Gemeinde, der Rest verteilt sich auf die Kantone Albi-1, Albi-2 und Albi-3.